# Джон Картер (хокеїст)
Джон Картер (англ. John Carter, нар. 3 травня 1963, Вінчестер) — американський хокеїст, що грав на позиції крайнього нападника. Грав за збірну команду США.

## Ігрова кар'єра
Хокейну кар'єру розпочав 1982 року.
Протягом професійної клубної ігрової кар'єри, що тривала 11 років, захищав кольори команд «Сан-Хосе Шаркс» та «Бостон Брюїнс».
Загалом провів 275 матчів у НХЛ, включаючи 31 гру плей-оф Кубка Стенлі.
Виступав за збірну США на чемпіонаті світу 1986 року.

## Статистика
| Сезон        | Клуб                                   | Ліга         | Регулярний сезон | Регулярний сезон | Регулярний сезон | Регулярний сезон | Регулярний сезон | Плей-оф | Плей-оф | Плей-оф | Плей-оф | Плей-оф |
| Сезон        | Клуб                                   | Ліга         | І                | Г                | П                | О                | ШХ               | І       | Г       | П       | О       | ШХ      |
| ------------ | -------------------------------------- | ------------ | ---------------- | ---------------- | ---------------- | ---------------- | ---------------- | ------- | ------- | ------- | ------- | ------- |
| 1982–83      | Пенсильванський політехнічний інститут | НКАА         | 29               | 16               | 22               | 38               | 33               | —       | —       | —       | —       | —       |
| 1983–84      | Пенсильванський політехнічний інститут | НКАА         | 38               | 35               | 39               | 74               | 52               | —       | —       | —       | —       | —       |
| 1984–85      | Пенсильванський політехнічний інститут | НКАА         | 37               | 43               | 29               | 72               | 52               | —       | —       | —       | —       | —       |
| 1985–86      | Пенсильванський політехнічний інститут | НКАА         | 27               | 23               | 18               | 41               | 68               | —       | —       | —       | —       | —       |
| 1985–86      | «Бостон Брюїнс»                        | НХЛ          | 3                | 0                | 0                | 0                | 0                | —       | —       | —       | —       | —       |
| 1986–87      | «Монктон Голден-Флеймс»                | АХЛ          | 58               | 25               | 30               | 55               | 60               | 6       | 2       | 3       | 5       | 5       |
| 1986–87      | «Бостон Брюїнс»                        | НХЛ          | 8                | 0                | 1                | 1                | 0                | —       | —       | —       | —       | —       |
| 1987–88      | «Мен Марінерс»                         | АХЛ          | 76               | 38               | 38               | 76               | 145              | 10      | 4       | 4       | 8       | 44      |
| 1987–88      | «Бостон Брюїнс»                        | НХЛ          | 4                | 0                | 1                | 1                | 2                | —       | —       | —       | —       | —       |
| 1988–89      | «Мен Марінерс»                         | АХЛ          | 24               | 13               | 6                | 19               | 12               | —       | —       | —       | —       | —       |
| 1988–89      | «Бостон Брюїнс»                        | НХЛ          | 44               | 12               | 10               | 22               | 44               | 10      | 1       | 2       | 3       | 6       |
| 1989–90      | «Мен Марінерс»                         | АХЛ          | 2                | 2                | 2                | 4                | 2                | —       | —       | —       | —       | —       |
| 1989–90      | «Бостон Брюїнс»                        | НХЛ          | 76               | 17               | 22               | 39               | 26               | 21      | 6       | 3       | 9       | 45      |
| 1990–91      | «Мен Марінерс»                         | АХЛ          | 16               | 5                | 9                | 14               | 16               | 1       | 0       | 0       | 0       | 10      |
| 1990–91      | «Бостон Брюїнс»                        | НХЛ          | 50               | 4                | 7                | 11               | 68               | —       | —       | —       | —       | —       |
| 1991–92      | «Канзас-Сіті Блейдс»                   | ІХЛ          | 42               | 11               | 15               | 26               | 116              | 15      | 6       | 9       | 15      | 18      |
| 1991–92      | «Сан-Хосе Шаркс»                       | НХЛ          | 4                | 0                | 0                | 0                | 0                | —       | —       | —       | —       | —       |
| 1992–93      | «Канзас-Сіті Блейдс»                   | ІХЛ          | 9                | 4                | 2                | 6                | 14               | —       | —       | —       | —       | —       |
| 1992–93      | «Сан-Хосе Шаркс»                       | НХЛ          | 55               | 7                | 9                | 16               | 81               | —       | —       | —       | —       | —       |
| 1993–94      | «Провіденс Брюїнс»                     | АХЛ          | 47               | 11               | 5                | 16               | 82               | —       | —       | —       | —       | —       |
| 1994–95      | «Вустер АйсКетс»                       | АХЛ          | 64               | 18               | 9                | 27               | 96               | —       | —       | —       | —       | —       |
| Усього в НХЛ | Усього в НХЛ                           | Усього в НХЛ | 244              | 40               | 50               | 90               | 201              | 31      | 7       | 5       | 12      | 51      |